# اچ‌ام‌اس سی۱۸
اچ‌ام‌اس سی۱۸ (به انگلیسی: HMS C18) یک زیردریایی بود که طول آن ۱۴۳ فوت ۲ اینچ (۴۳٫۶۴ متر) بود. این زیردریایی در سال ۱۹۰۸ ساخته شد.